# Nezami

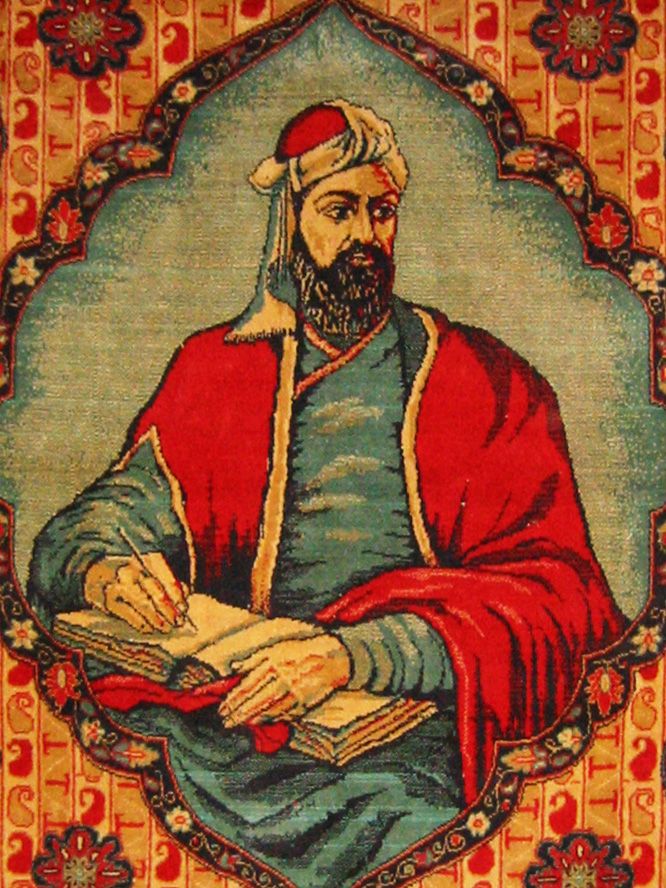
Nezami abgebildet auf einem Teppich aus der Aserbaidschanischen Sozialistischen Sowjetrepublik (1939)

Nezami (von Gandscha), genannt auch Nizami (persisch نظامی گنجوی, DMG Neẓāmī-ye Ganǧawī; vollständiger Name: جمال الدین ابو محمّد الیاس بن یوسف بن زکی بن مؤیِّد, DMG Ǧamāl ad-Dīn Abū Muḥammad Ilyās ibn Yūsuf ibn Zakī ibn Mu’ayyid; geboren um 1141 in Gandscha (persisch گنجه, DMG Ganǧa, heute in Aserbaidschan); gestorben am 12. März 1209), war ein persischer Dichter und der bedeutendste Vertreter des „romantischen Epos in der persischen Literatur“.

## Leben

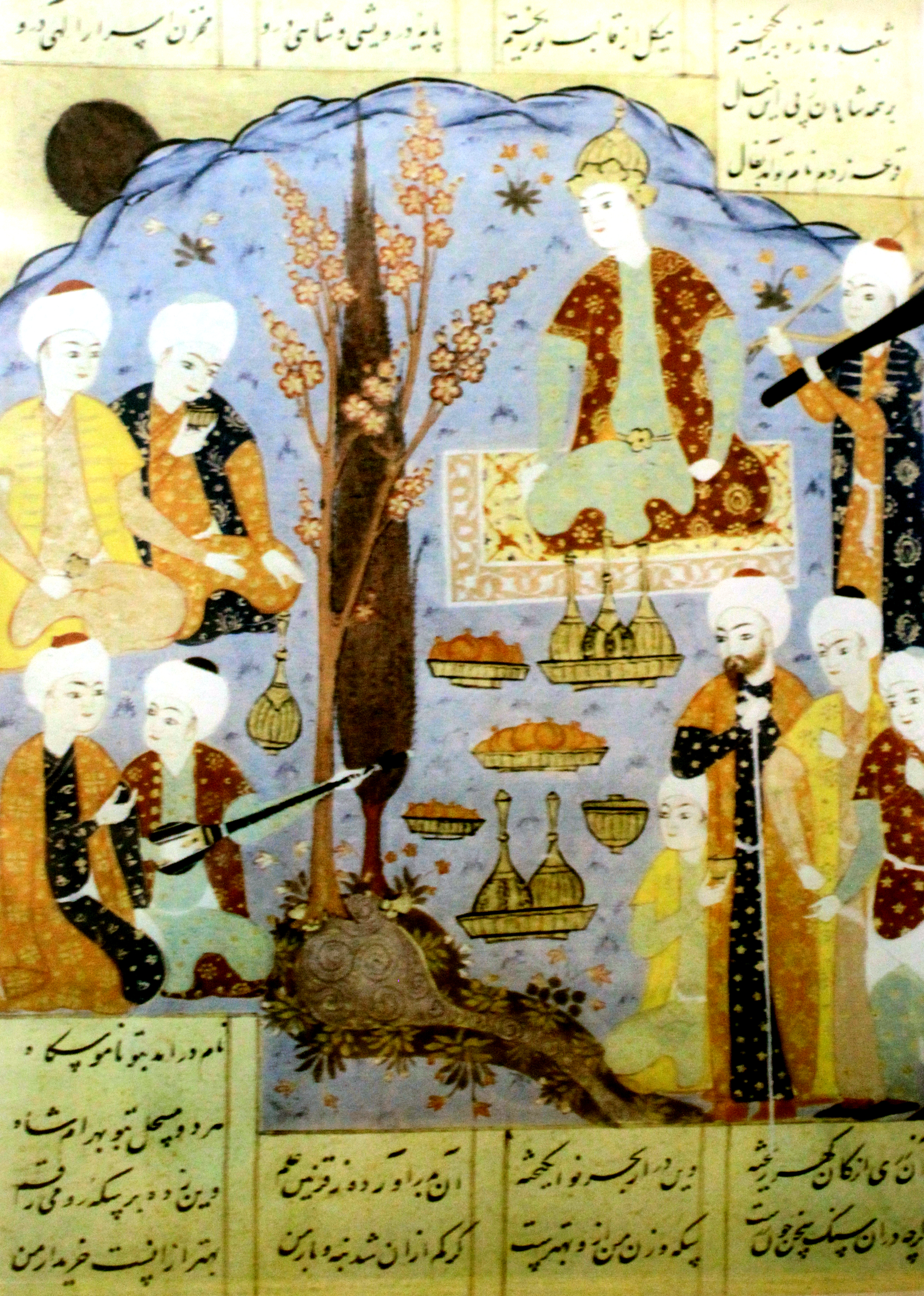
Neẓāmī-ye Ganǧawī am Empfang des Schahs. Miniature. 1570. Museum der Geschichte von Aserbaidschan

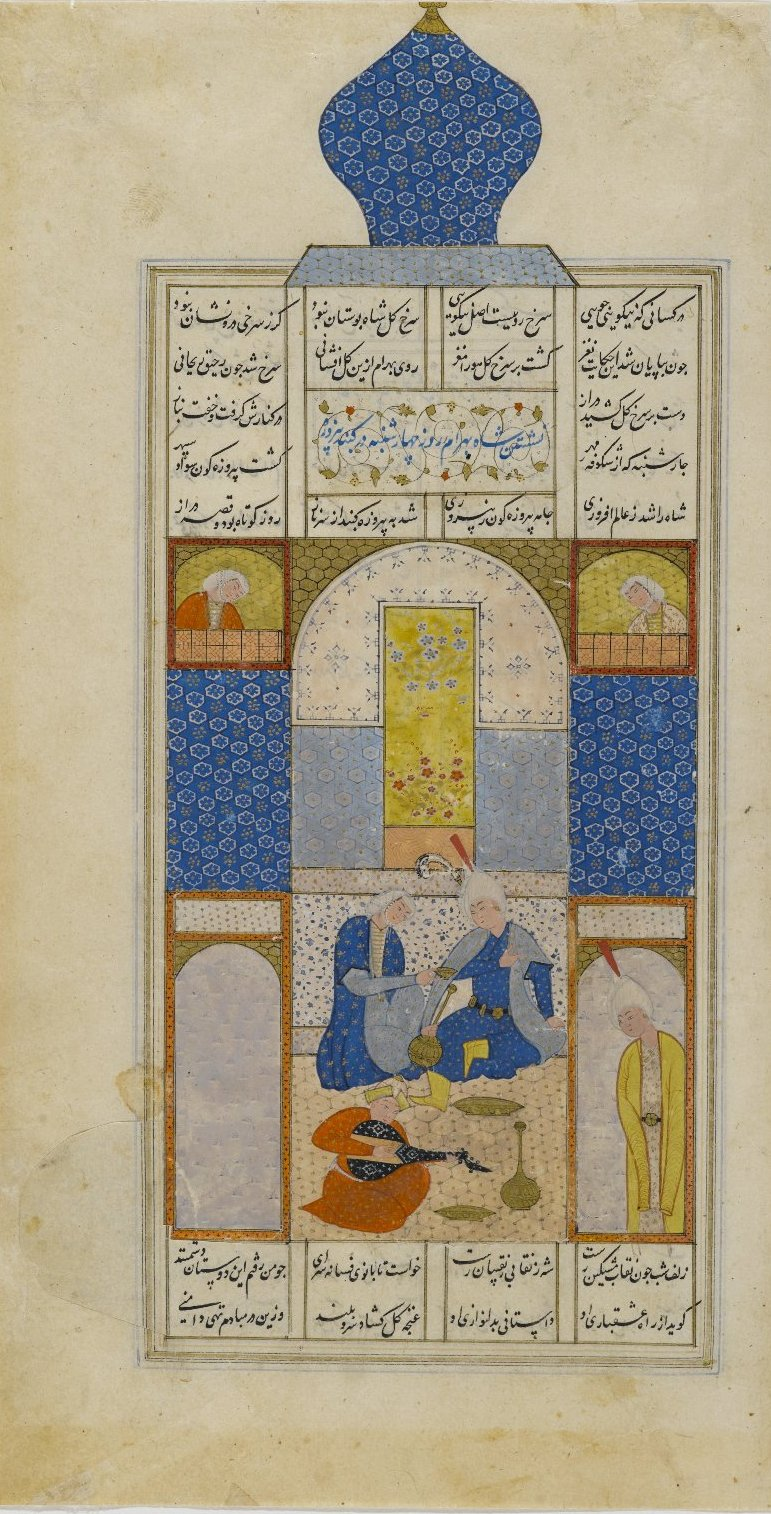
Bahram V. besucht die türkisfarbene Kuppel am Mittwoch. Seite aus Haft Peykar aus einer Handschrift von Nizami. Brooklyn Museum

Nezamis Mutter Ra'isa war Kurdin. Es wird angenommen, dass die Familie seines Vaters Yusūf aus Qom stammte. Nezāmi verwaiste früh und wurde von seinem Onkel mütterlicherseits, Chwadscha Umar, aufgezogen. Nezami heiratete dreimal.
Er war ein Günstling der herrschenden Seldschukenfürsten. Über sein Leben, das er bis auf eine Reise in seiner Geburtsstadt Gandscha verbrachte, ist wenig bekannt. Neben der Literatur war Nezāmi auch in der Mathematik, Astronomie, Medizin, Rechtsprechung, Geschichte, Philosophie, Musik und den Künsten bewandert. Seine Schüler verliehen ihm den Beinamen Hakīm („Weiser, Arzt“).

## Werke
Nezāmis Hauptwerk ist das Chamsa (arabisch خمسة, DMG ḫamsa ‚fünf‘, in englischer Umschrift auch Khamsa) oder „Die fünf Schätze“ (persisch پنج گنج pandsch gandsch, DMG panǧ ganǧ), das aus fünf voneinander unabhängigen Epen besteht:
- Machzan ol-Asrār (arabisch مخزن الاسرار, DMG Maḫzanu'l-Asrār ‚Die Schatzkammer der Geheimnisse‘), ein didaktisches Gedicht mit vielen Beispielgeschichten.[5]
- Chosrau und Schirin (persisch خسرو و شيرين, DMG Ḫosrou-o Šīrīn)
Ein romantisches Epos, das die Liebe des persischen Königs Chosrau II. zu Schirin zum Gegenstand hat. Man vermutet, dass Nezāmi in Schirin seiner eigenen, früh verstorbenen Frau Āfāq ein Denkmal gesetzt hat.[6]
- Laili und Madschnun (persisch ليلى و مجنون, DMG Lailī-o Maǧnūn)
Romantisches Epos, die Liebe des Madschnun zur schönen Laila besingend. Dabei wird Madschnun verrückt,[7] flieht in die Wüste und kultiviert eine unglückliche Liebe, die am Ende zum Selbstzweck wird, bei dem die reale Laila nicht mehr benötigt wird.
- Haft Peykar (persisch هفت پيكر, DMG haft paikar, ‚Die sieben Bildnisse‘, auch „Die sieben Schönheiten“), eine Sammlung von sieben Novellen, welche die Lebensgeschichte des Sassanidenherrschers Bahrām Gur in poetischer Form darstellen, darunter die durch Gozzi und Schiller bekannte Erzählung von Turandot. Diese dienen der Erziehung Bahrāms zu einem gerechten Herrscher, wie die Rahmenerzählung zeigt.[8]
- Iskandernāme (persisch اسكندرنامه, DMG Eskandarnāme, ‚Das Alexanderbuch‘)
„Das Alexander-Buch“, eine legendenhafte Geschichte Alexanders des Großen in zwei Teilen, einem eher epischen und einem eher didaktischen, in der u. a. auch die Weisheit des Eroberers gepriesen wird. Alexander erobert im ersten Teil die physische Welt als Krieger und im zweiten Teil die geistige Welt als Philosoph.

Daneben verfasste Nezāmi einen Diwan mit Oden und Gedichten, der 28000 Distichen enthalten soll.

## Stil
Nezāmi übertraf die bereits existierenden romantischen Epen, Warqa und Gulschah und Wis und Ramin, bei weitem und schuf einen Standard für das romantische Epos, an dem sich alle späteren Dichter orientierten. Vorher waren romantische Epen einfache Liebes- oder Heldengeschichten. Nezāmi jedoch
- stellt die Entwicklung seiner Figuren in den Vordergrund und gestaltet die Figuren reichhaltiger. Z. B. lässt der untreue Held Chosrou seinen Rivalen, den treuen Farhād, umbringen und kommt ungestraft davon.
- legt die literarische Komposition der Handlungen viel differenzierter an. Beispielsweise begegnen sich Chosrou und Schirin zufällig auf der Reise zum jeweils anderen und verlieben sich, erkennen sich aber nicht; ein reicher Freund Madschnuns will Lailas Stamm durch Krieg zwingen, Madschnun und Laila zu vereinen, aber Madschnun hasst den Krieg und verbietet es; die Geschichten der sieben Prinzessinnen erziehen König Bahrām zur Verantwortung als König.
- verbindet seine Geschichten mit philosophischen Themen, z. B. Schirin = die Liebe an sich; Madschnun = der Gottsucher; 7 Prinzessinnen = 7 Planeten = 7 Seelenzustände; Alexander sucht vergeblich das Wasser des Lebens und diskutiert mit Platon und Aristoteles
- führt literarische Symbole ein, die die Handlung widerspiegeln, wie seine berühmten Sonnenauf- und -untergänge, die auf das folgende Geschehen verweisen;[10] den sieben Prinzessinnen entspricht auch je eine Farbe und eine Weltgegend, die die behandelte Emotion symbolisieren und in ihren Geschichten wieder auftauchen.

Nezāmis wichtigste Errungenschaft ist, dass sich seine Epen alle auf einer philosophischen Ebene lesen lassen, wobei Machzan ol-Asrār und der zweite Teil des Alexanderbuches von vornherein philosophisch ausgerichtet sind. Auf dieser Ebene behandelt Chosrau und Schirin das Wesen der irdischen Liebe und die Entwicklung Chosraus zum treuen Liebhaber. Leila und Madschnun beschreibt das Wesen der himmlischen Liebe und die Entwicklung Madschnuns zum wahren Mystiker, der der Schönheit der Welt nicht mehr bedarf. Die Sieben Schönheiten spiegeln in den sieben Geschichten die Entwicklung eines vergnügungssüchtigen Prinzen zum gerechten König, der am Ende seinen tyrannischen Wesir (d. h. das Ego) hinrichten lässt. Das Alexanderbuch zeigt nach Nezāmis Einleitung die Entwicklung eines islamischen Propheten (als der Alexander gilt) auf dem Weg zuerst physischer und dann moralischer Weltherrschaft.

## Rezeption

### Erstübersetzungen in europäische Sprachen
Der Name Nezāmis wurde in europäischen Sprachen durch den französischen Orientalisten Barthélemy d’Herbelot de Molainville bekannt gemacht, mit dem biografischen Eintrag ‹Nazami› in seinem Lebenswerk Bibliothèque orientale oder Dictionnaire universel contenant tout ce qui regarde la Connoissance des peuples de l’Orient, das 1697 postum durch Antoine Galland in Paris veröffentlicht wurde.
Erst 1786 allerdings erschienen 20 Erzählungen aus Nezāmis Maẖzan ul-asrār (Schatzkammer der Geheimnisse), auf Englisch, durch William Jones, der seit 1783 Richter am Obersten Gericht in Kalkutta war.
Direkt aus dem Persischen ins Deutsche übertragen erschienen 1798 die ersten Nachdichtungen von Nezāmis Chosrau und Schirin in Christoph Martin Wielands Zeitschrift Neuer Teutscher Merkur, die ihr Übersetzer Joseph von Hammer-Purgstall, Absolvent der Wiener Orientalischen Akademie, 1809 in Leipzig als Buch herausgab. Weitere als Buch erschienene (Teil)ausgaben von Nezāmis Werken in europäischen Sprachen sind: Layli and Majnún: a poem (London 1836) von James Atkinson, Behram-Gur und die Russische Fürstentochter (eine Teilausgabe der Sieben Schönheiten) in einer zweisprachigen persisch-deutschen Ausgabe von Franz von Erdmann (Kasan 1843) sowie Alexanders Zug zum Lebensquell im Land der Finsterniss von Hermann Ethe, publiziert 1871 in München.

### Heutige Rezeption weltweit
Seit 1939 besteht in Baku das nationale Nizami-Museum für aserbaidschanische Literatur.
Mit Skulpturen, die Nezami abbilden, wird dem Dichter in vielen Ländern der Welt gedacht, in Iran und in Aserbaidschan in vielen Städten sowie in Moskau, in Sankt Petersburg, in Kiew, in Peking, in Taschkent, in Marneuli, in Chișinău, in der Wolga-Republik Udmurtien sowie in Rom, wo 2012 in der Villa Borghese für den persischsprachigen Dichter ein Denkmal enthüllt wurde.
Die UNESCO erklärte das Jahr 1991 zum Nezāmi-Jahr.
Hinsichtlich der „Spannweite seiner Phantasie“ hat Rudolf Gelpke Nezami mit Jean Paul verglichen. Einige Kritiker sehen auch Ähnlichkeiten mit E. T. A. Hoffmann.
Musik
- Eric Clapton / Derek and the Dominos: Layla (1970; Titelsong aus Layla and Other Assorted Love Songs)
- Horst Lohse: Epitaph für Nizami (1976–1978). Préludes für großes Orchester. UA 26. November 1979 Coburg (Orchester des Landestheaters, Dirigent: Reinhard Petersen)

Theater
- Horst Lohse (Libretto und Musik): Die Abenteuer des schönen Mahan. Ballett in 4 Teilen. 1. Fassung (1979/80) mit Klavier zu 4 Händen und Schlagzeug (2 Spieler). UA 10. Oktober 2007 Nürnberg (Tafelhalle; Pegnitzschäfer-Klangkonzepte). 2./3. Fassung (1980–1983) mit Orchester. 4. Fassung (2004/05): Mahan, mit Kammerensemble (Bearbeitung von Sorin Petrescu). UA 1. Juli 2005 Bamberg (E.T.A.-Hoffmann-Theater; Ballett der Oper Timișoara)
- Peter Schneider und Aras Ören (Libretto) / Detlev Glanert (Musik): Leyla und Medjnun. Märchen für Musik. UA 28. Mai 1988 München (Gasteig, Carl-Orff-Saal; im Rahmen der 1. Münchener Biennale)
- Leila und Madschnun, Musiktheater, Libretto: Albert Ostermaier, Komposition: Samir Odeh-Tamimi; UA: 2010 Ruhrtriennale, Jahrhunderthalle Bochum

Film
- Isa Guseinow und Eldar Kulijew (Drehbuch) / Eldar Kulijew (Regie): Nizami. Spielfilm (Aserbaidschan 1982; mit Müslüm Maqomayev in der Titelrolle)

## Aktuelle Ausgaben
- Die sieben Geschichten der sieben Prinzessinnen. Aus dem Persischen übersetzt und mit einem Nachwort von Rudolf Gelpke (1959). Manesse, Zürich 2007, ISBN 978-3-7175-1316-2.
- Die Abenteuer des Königs Bahram und seiner sieben Prinzessinnen. Aus dem Persischen übertragen und herausgegeben von J.C. Bürgel. Beck, München 1997, ISBN 3-4064-2780-4.
- Leila und Madschnun. Übertragung durch Rudolf Gelpke. Manesse, Zürich 1963; 7. Auflage ebenda 1996, ISBN 3-7175-1314-1.
- Das Alexanderbuch. Iskandarname. Manesse, Zürich 1991, ISBN 3-7175-1810-0.
- Chosrau und Schirin. Übers. v. Johann Christoph Bürgel; Manesse, Zürich 1980, ISBN 3-7175-1590-X.
  - Neuauflage, überarbeitet und mit 12 persischen Miniaturen versehen, Manesse, Zürich 2010, ISBN 978-3-7175-2204-1[15]
- Peter J. Chelkowski: Mirror of the Invisible World. Tales from the Khamseh of Nizami. The Metropolitan Museum of Art, New York NY 1975, ISBN 0-87099-142-6.
- Rosemarie Suzanne Kiefer: Nizami Ganjavi, Die Geschichte von den Heimsuchungen der Liebenden. Springer, Basel 1977. Reprint ISBN 978-3-0348-6509-8, ISBN 978-3-0348-6508-1 (E-Book), DOI:10.1007/978-3-0348-6508-1

## Sekundärliteratur
- Renate Würsch: Niẓāmīs Schatzkammer der Geheimnisse. Eine Untersuchung zu ‹Maẖzan ul-asrār›. Reichert, Wiesbaden 2005, ISBN 3-89500-462-6.
- Johann-Christoph Bürgel, Christina van Ruymbeke (Hrsg.): A Key to the Treasure of the Hakim: Artistic and Humanistic Aspects of Nizami Ganjavi’s Khamsa. Leiden University Press, Leiden 2011, ISBN 978-90-8728-097-0.
- Renate Würsch: Nizāmīs Reise ins eigene Herz als Erfahrung mystischer Wirklichkeit, doi:10.5169/seals-147268. oder doi:10.5169/seals-147268 (Open Access) In: Asiatische Studien: Zeitschrift der Schweizerischen Asiengesellschaft = Études asiatiques: revue de la Société Suisse – Asie. 50/2(1996), S. 547–561.
- Stuart Cary Welch: Persische Buchmalerei aus fünf königlichen Handschriften des sechzehnten Jahrhunderts. 2. Auflage. Prestel-Verlag, München 1978, ISBN 3-7913-0388-0, S. 70–97 (Chamsa des Nizami)